# Italská šlechta

Znak Italského království.

Pojem italská šlechta (italsky Nobiltà italiana) označuje ty italské rody a rodiny, kterým byl udělen šlechtický titul panovníky států existujících na území Apeninského poloostrova uznávaný v Itálii až do roku 1948.

## Italské panovnické dynastie
Každá z nezávislých států na italských územích měla své panovnické rody:
- Savojští - králové Itálie (1861–1946), králové sicilští (1713–1720), králové sardinští (1720–1861), vévodové savojští (1416–1861), piemontští vladaři a knížata (1233–1416), hrabata savojská (1032–1416), markrabata turínská (1057–1233)
- Habsburkové a lotrinští Habsburkové (včetně toskánských Habsburko-Lotrinků)- králové Itálie (1519–1802), králové sicilští (1720–1734), králové sardinští (1708–1720), králové neapolští (1713–1734), králové lombardsko-benátští (1815–1859), velkovévodové toskánští (1737–1801; 1815–1859), vévodové milánští (1535–1797), vévodové parmští a piacenzští, vévodové mantovští (1708–1797)
- Hautevillové (Altavillové) - králové sicilští (1130–1198), apulští vévodové (1059–1198), apulská hrabata (1042–1059), sicilská hrabata (1071–1130)
- Štaufská dynastie - králové Itálie (1128–1135; 1154–1197; 1212–1250), králové sicilští (1198–1266)
- Anjouovci – králové sicilští (1266–1282), králové neapolští (1282–1442)
- Aragonská dynastie – králové sicilští (1282–1516), králové sardinští (1324–1516), králové neapolští (1442–1516)
- Bourboni - králové obojí Sicílie (1816–1861), králové neapolští (1735–1806; 1815–1816), králové sicilští (1735–1816), králové etrurští (1801–1807), vévodové parmští a piacenzští (1731)
- Bourbonsko-parmská dynastie - vévodové parmští, piacenzští a guastallští (1748–1803; 1847–1859)
- Bourbon-Obojí Sicílie - král neapolský, sicilský a obojí Sicílie (1815–1861)
- Bonapartové - král Itálie (1805–1814), král římský a neapolský (1806–1815); panovník Elby (1815)[1]
- Medicejští: de facto vladaři florentští a toskánští (1434–1494; 1512–1527), vévodové florentští (1531–1569), velkovévodové toskánští (1569–1737)
- Estenští – markrabata z Este (1171), ferrarští vladaři a markrabata (1240–1471), ferrarští vévodové (1471–1597), vévodové Modeny a Reggia (1452‐1796), hrabata z Polesine a Garfagnany
- Rakouská dynastie d‘Este – vévodové Modeny a Reggia (1814–1860)
- Farnese - vévodové parmští a piacenzští (1545–1731); vévodové z Castra
- Viscontiové - vladaři milánští a lombardští (128–1395), vévodové milánští (1395–1447)
- Sforzové – vévodové milánští (1450–1499; 1512–1515; 1521–1535)
- Gonzagové - vladaři mantovští (1328–1433), markrabata mantovská (1433–1530), vévodové mantovští (1530–1708); markrabata montferratská (1536–1574), vévodové montferratští (1574–1708)
- Palaiologové - markrabata montferratská (1306–1536)
- Aleramové - markrabata Saluzzo|Saluzza (1125–1548), markrabata montferratská (před rokem 933–1306)

## Šlechtické hodnosti
V italských monarchiích byly používány následující tituly:
- Kníže
- Vévoda / velkovévoda
- Markýz
- Hrabě
- Vikomt (velmi vzácně)
- Baron
- Svobodný pán (it. Signor pouze na Sardinii a Sicilii)
- Patricij
- Rytíř (it. Cavailere)
- Nobile

Do doby sjednocení Itálie do jediného státu (pozdější Italské království) v roce 1860, byl Apeninský poloostrov rozdělen do množství menších a větších států. Mezi nejvýznamnější z nich patřily papežské státy, Království piemontsko-sardinské, a Království neapolské a sicilské, která se později spojila v Království obojí Sicílie, a také republiky Janovská, Pisánská a Benátská.
Následující seznam rodů zahrnuje italské rody, kterým byla uznávána šlechtická hodonst římsko-německými resp. rakouskými císaři, Svatým stolcem, italskými králi, nebo dalšími někdejšími italskými králi, vévody a knížaty.
| Jméno                                       | původ                   |
| Albizziové                                  | Florencie               |
| Amidei                                      | Florencie (původně Řím) |
| Borgiové                                    | Řím (původně Španělsko) |
| Braidové (Braida di Ronsecco e Cornigliano) | Piemont                 |
| Brignole (Brignole-Sale)                    | Janov                   |
| Colonnové                                   | Řím                     |
| Contariniové                                | Benátky                 |
| Dandolo                                     | Benátky                 |
| Doria                                       | Janov                   |
| Estenští                                    | Ferrara                 |
| Farnese                                     | Orvieto a Viterbo       |
| Fieschiové                                  | Janov                   |
| Gelminiové (z Kreutzhofu)                   | Jižní Tyrolsko          |
| Gonzagové                                   | Mantova                 |
| Grimaldiové                                 | Janov (později Monako)  |
| Malatestové                                 | Rimini a Pesaro         |
| Marenziové                                  | Lombardie               |
| Medicejové                                  | Florencie               |
| Orsiniové                                   | Řím                     |
| Della Rovere                                | Savona (později Urbino) |
| Savojští                                    | Savojsko a Piemont      |
| Scaligerové                                 | Verona                  |
| Sforzové                                    | Milán                   |
| Spinola                                     | Janov                   |
| Strozziové                                  | Florencie               |
| Viscontiové                                 | Milán                   |